# MAVTV 500 2012
Das MAVTV 500 2012 fand am 15. September auf dem Auto Club Speedway in Fontana, Kalifornien, Vereinigte Staaten statt und war das 15. und letzte Rennen der IndyCar-Series-Saison 2012.

## Meldeliste
Alle Teams und Fahrer verwendeten das Chassis Dallara DW12 mit einem Aero-Kit von Dallara und Reifen von Firestone.
| Team                                   | Nr. | Fahrer              | Motor     |
| -------------------------------------- | --- | ------------------- | --------- |
| Team Penske                            | 02  | Ryan Briscoe        | Chevrolet |
| Team Penske                            | 03  | Hélio Castroneves   | Chevrolet |
| Team Penske                            | 12  | Will Power          | Chevrolet |
| Panther Racing                         | 04  | J. R. Hildebrand    | Chevrolet |
| KV Racing Technology                   | 05  | E. J. Viso          | Chevrolet |
| KV Racing Technology                   | 08  | Rubens Barrichello  | Chevrolet |
| Dragon Racing                          | 06  | Katherine Legge     | Chevrolet |
| Target Chip Ganassi Racing             | 09  | Scott Dixon         | Honda     |
| Target Chip Ganassi Racing             | 10  | Dario Franchitti    | Honda     |
| KV Racing Technology w/SH              | 11  | Tony Kanaan         | Chevrolet |
| A. J. Foyt Enterprises                 | 14  | Wade Cunningham     | Honda     |
| Rahal Letterman Lanigan                | 15  | Takuma Satō         | Honda     |
| Andretti Autosport                     | 17  | Sebastian Saavedra  | Chevrolet |
| Andretti Autosport                     | 26  | Marco Andretti      | Chevrolet |
| Andretti Autosport                     | 27  | James Hinchcliffe   | Chevrolet |
| Andretti Autosport                     | 28  | Ryan Hunter-Reay    | Chevrolet |
| Dale Coyne Racing                      | 18  | Justin Wilson       | Honda     |
| Dale Coyne Racing                      | 19  | James Jakes         | Honda     |
| Ed Carpenter Racing                    | 20  | Ed Carpenter        | Chevrolet |
| Panther/Dreyer & Reinbold Racing       | 22  | Oriol Servià        | Chevrolet |
| Service Central Chip Ganassi Racing    | 38  | Graham Rahal        | Honda     |
| Sarah Fisher Hartman Racing            | 67  | Josef Newgarden     | Honda     |
| Schmidt Hamilton Motorsports           | 77  | Simon Pagenaud      | Honda     |
| Lotus-HVM Racing                       | 78  | Simona de Silvestro | Lotus     |
| Novo Nordisk Chip Ganassi Racing       | 83  | Charlie Kimball     | Honda     |
| Bryan Herta Autosport w/Curb-Agajanian | 98  | Alex Tagliani       | Honda     |

Quelle:

## Klassifikationen

### Qualifying
| Pos. | Fahrer              | Team                                   | Fahrzeug          | Zeit       | Ø-Geschwindigkeit in mph | Start |
| ---- | ------------------- | -------------------------------------- | ----------------- | ---------- | ------------------------ | ----- |
| 01   | Marco Andretti      | Andretti Autosport                     | Dallara-Chevrolet | 1:06,6455  | 216,069                  | 01    |
| 02   | Ryan Briscoe        | Team Penske                            | Dallara-Chevrolet | 1:06,6487  | 216,058                  | 02    |
| 03   | Will Power          | Team Penske                            | Dallara-Chevrolet | 1:06,6851  | 215,940                  | 13    |
| 04   | Josef Newgarden     | Sarah Fisher Hartman Racing            | Dallara-Honda     | 1:06,6918  | 215,919                  | 14    |
| 05   | Scott Dixon         | Target Chip Ganassi Racing             | Dallara-Honda     | 1:06,8553  | 215,391                  | 15    |
| 06   | Alex Tagliani       | Bryan Herta Autosport w/Curb-Agajanian | Dallara-Honda     | 1:06,9065  | 215,226                  | 16    |
| 07   | Tony Kanaan         | KV Racing Technology w/SH              | Dallara-Chevrolet | 1:07,0151  | 214,877                  | 03    |
| 08   | J. R. Hildebrand    | Panther Racing                         | Dallara-Chevrolet | 1:07,0549  | 214,749                  | 04    |
| 09   | Ed Carpenter        | Ed Carpenter Racing                    | Dallara-Chevrolet | 1:07,0753  | 214,684                  | 05    |
| 10   | Hélio Castroneves   | Team Penske                            | Dallara-Chevrolet | 1:07,1615  | 214,409                  | 17    |
| 11   | Graham Rahal        | Service Central Chip Ganassi Racing    | Dallara-Honda     | 1:07,2851  | 214,015                  | 18    |
| 12   | James Hinchcliffe   | Andretti Autosport                     | Dallara-Chevrolet | 1:07,3760  | 213,726                  | 19    |
| 13   | Rubens Barrichello  | KV Racing Technology                   | Dallara-Chevrolet | 1:07,4389  | 213,527                  | 06    |
| 14   | Katherine Legge     | Dragon Racing                          | Dallara-Chevrolet | 1:07,5080  | 213,308                  | 07    |
| 15   | Simon Pagenaud      | Schmidt Hamilton Motorsports           | Dallara-Honda     | 1:07,5164  | 213,282                  | 20    |
| 16   | Takuma Satō         | Rahal Letterman Lanigan                | Dallara-Honda     | 1:07,5354  | 213,222                  | 21    |
| 17   | Ryan Hunter-Reay    | Andretti Autosport                     | Dallara-Chevrolet | 1:07,6778  | 212,773                  | 22    |
| 18   | Oriol Servià        | Panther/Dreyer & Reinbold Racing       | Dallara-Chevrolet | 1:07,7541  | 212,533                  | 08    |
| 19   | Dario Franchitti    | Target Chip Ganassi Racing             | Dallara-Honda     | 1:07,9247  | 211,999                  | 09    |
| 20   | Charlie Kimball     | Novo Nordisk Chip Ganassi Racing       | Dallara-Honda     | 1:08,0751  | 211,531                  | 23    |
| 21   | Sebastian Saavedra  | Andretti Autosport                     | Dallara-Chevrolet | 1:08,3699  | 210,619                  | 10    |
| 22   | E. J. Viso          | KV Racing Technology                   | Dallara-Chevrolet | 1:08,5276  | 210,134                  | 11    |
| 23   | Wade Cunningham     | A. J. Foyt Enterprises                 | Dallara-Honda     | 1:08,7265  | 209,526                  | 24    |
| 24   | James Jakes         | Dale Coyne Racing                      | Dallara-Honda     | 1:09,2120  | 208,056                  | 12    |
| 25   | Justin Wilson       | Dale Coyne Racing                      | Dallara-Honda     | keine Zeit | –                        | 25    |
| 26   | Simona de Silvestro | Lotus-HVM Racing                       | Dallara-Lotus     | keine Zeit | –                        | 26    |

Anmerkungen
1. ↑  Will Power wurde aufgrund des Überschreitens des Motorenlimits (der sechste von fünf erlaubten) um 10 Positionen nach hinten versetzt.
2. ↑  Josef Newgarden wurde aufgrund eines vorzeitigen Motorenwechsels um 10 Positionen nach hinten versetzt.
3. ↑  Scott Dixon wurde aufgrund eines vorzeitigen Motorenwechsels um 10 Positionen nach hinten versetzt.
4. ↑  Alex Tagliani wurde aufgrund des Überschreitens des Motorenlimits (der sechste von fünf erlaubten) um 10 Positionen nach hinten versetzt.
5. ↑  Hélio Castroneves wurde aufgrund des Überschreitens des Motorenlimits (der sechste von fünf erlaubten) um 10 Positionen nach hinten versetzt.
6. ↑  Graham Rahal wurde aufgrund eines vorzeitigen Motorenwechsels um 10 Positionen nach hinten versetzt.
7. ↑  James Hinchcliffe wurde aufgrund des Überschreitens des Motorenlimits (der sechste von fünf erlaubten) um 10 Positionen nach hinten versetzt.
8. ↑  Simon Pagenaud wurde aufgrund des Überschreitens des Motorenlimits (der sechste von fünf erlaubten) um 10 Positionen nach hinten versetzt.
9. ↑  Takuma Satō wurde aufgrund eines vorzeitigen Motorenwechsels um 10 Positionen nach hinten versetzt.
10. ↑  Ryan Hunter-Reay wurde aufgrund des Überschreitens des Motorenlimits (der sechste von fünf erlaubten) um 10 Positionen nach hinten versetzt.
11. ↑  Charlie Kimball wurde aufgrund eines vorzeitigen Motorenwechsels um 10 Positionen nach hinten versetzt.
12. ↑  Wade Cunningham wurde aufgrund eines vorzeitigen Motorenwechsels um 10 Positionen nach hinten versetzt.
13. ↑  Justin Wilson wurde aufgrund eines vorzeitigen Motorenwechsels um 10 Positionen nach hinten versetzt.
14. ↑  Simona de Silvestro wurde aufgrund eines vorzeitigen Motorenwechsels um 10 Positionen nach hinten versetzt.

Quellen: 

### Rennen
| Pos. | Fahrer              | Team                                   | Fahrzeug          | Runden | Zeit         | Start | Führungsrunden |
| ---- | ------------------- | -------------------------------------- | ----------------- | ------ | ------------ | ----- | -------------- |
| 01   | Ed Carpenter        | Ed Carpenter Racing                    | Dallara-Chevrolet | 250    | 2:57:34,7433 | 05    | 62             |
| 02   | Dario Franchitti    | Target Chip Ganassi Racing             | Dallara-Honda     | 250    | + 1,9132     | 09    | 15             |
| 03   | Scott Dixon         | Target Chip Ganassi Racing             | Dallara-Honda     | 250    | + 2,6091     | 15    | 25             |
| 04   | Ryan Hunter-Reay    | Andretti Autosport                     | Dallara-Chevrolet | 250    | + 3,0477     | 22    | 0              |
| 05   | Hélio Castroneves   | Team Penske                            | Dallara-Chevrolet | 250    | + 4,1933     | 17    | 02             |
| 06   | Graham Rahal        | Service Central Chip Ganassi Racing    | Dallara-Honda     | 250    | + 5,4381     | 18    | 0              |
| 07   | Takuma Satō         | Rahal Letterman Lanigan                | Dallara-Honda     | 249    | DNF          | 21    | 06             |
| 08   | Marco Andretti      | Andretti Autosport                     | Dallara-Chevrolet | 249    | + 1 Runde    | 01    | 03             |
| 09   | Katherine Legge     | Dragon Racing                          | Dallara-Chevrolet | 249    | + 1 Runde    | 07    | 0              |
| 10   | Charlie Kimball     | Novo Nordisk Chip Ganassi Racing       | Dallara-Honda     | 249    | + 1 Runde    | 23    | 0              |
| 11   | J. R. Hildebrand    | Panther Racing                         | Dallara-Chevrolet | 248    | + 2 Runden   | 04    | 56             |
| 12   | James Jakes         | Dale Coyne Racing                      | Dallara-Honda     | 248    | + 2 Runden   | 12    | 10             |
| 13   | James Hinchcliffe   | Andretti Autosport                     | Dallara-Chevrolet | 247    | + 3 Runden   | 19    | 0              |
| 14   | Wade Cunningham     | A. J. Foyt Enterprises                 | Dallara-Honda     | 246    | + 4 Runden   | 24    | 0              |
| 15   | Simon Pagenaud      | Schmidt Hamilton Motorsports           | Dallara-Honda     | 246    | + 4 Runden   | 20    | 0              |
| 16   | Josef Newgarden     | Sarah Fisher Hartman Racing            | Dallara-Honda     | 244    | + 6 Runden   | 14    | 01             |
| 17   | Ryan Briscoe        | Team Penske                            | Dallara-Chevrolet | 244    | + 6 Runden   | 02    | 02             |
| 18   | Tony Kanaan         | KV Racing Technology w/SH              | Dallara-Chevrolet | 240    | DNF          | 03    | 47             |
| 19   | Oriol Servià        | Panther/Dreyer & Reinbold Racing       | Dallara-Chevrolet | 231    | DNF          | 08    | 0              |
| 20   | Alex Tagliani       | Bryan Herta Autosport w/Curb-Agajanian | Dallara-Honda     | 229    | DNF          | 16    | 21             |
| 21   | Sebastian Saavedra  | Andretti Autosport                     | Dallara-Chevrolet | 118    | DNF          | 10    | 0              |
| 22   | Rubens Barrichello  | KV Racing Technology                   | Dallara-Chevrolet | 107    | DNF          | 06    | 0              |
| 23   | Justin Wilson       | Dale Coyne Racing                      | Dallara-Honda     | 080    | DNF          | 25    | 0              |
| 24   | Will Power          | Team Penske                            | Dallara-Chevrolet | 066    | DNF          | 13    | 0              |
| 25   | E. J. Viso          | KV Racing Technology                   | Dallara-Chevrolet | 065    | DNF          | 11    | 0              |
| 26   | Simona de Silvestro | Lotus-HVM Racing                       | Dallara-Lotus     | 016    | DNF          | 26    | 0              |

Quellen: 

#### Führungsabschnitte
| Abschnitt | Runden | Fahrer           |
| --------- | ------ | ---------------- |
| 01        | 1      | Tony Kanaan      |
| 02        | 2–4    | Marco Andretti   |
| 03        | 5–35   | J. R. Hildebrand |
| 04        | 36–37  | Ryan Briscoe     |
| 05        | 38–39  | Takuma Satō      |
| 06        | 40     | Josef Newgarden  |
| 07        | 41–65  | J. R. Hildebrand |
| 08        | 66–75  | Ed Carpenter     |
| 09        | 76–85  | James Jakes      |
| 10        | 86–109 | Ed Carpenter     |

| Abschnitt | Runden  | Fahrer            |
| --------- | ------- | ----------------- |
| 11        | 110     | Scott Dixon       |
| 12        | 111–122 | Ed Carpenter      |
| 13        | 123–133 | Scott Dixon       |
| 14        | 134–147 | Tony Kanaan       |
| 15        | 148–149 | Hélio Castroneves |
| 16        | 150–152 | Takuma Satō       |
| 17        | 153–184 | Tony Kanaan       |
| 18        | 185–195 | Scott Dixon       |
| 19        | 196     | Ed Carpenter      |
| 20        | 197–198 | Scott Dixon       |

| Abschnitt | Runden  | Fahrer           |
| --------- | ------- | ---------------- |
| 21        | 199–203 | Ed Carpenter     |
| 22        | 204–217 | Alex Tagliani    |
| 23        | 218     | Ed Carpenter     |
| 24        | 219–223 | Alex Tagliani    |
| 25        | 224–225 | Dario Franchitti |
| 26        | 226–227 | Alex Tagliani    |
| 27        | 228     | Takuma Satō      |
| 28        | 229–236 | Ed Carpenter     |
| 29        | 237–249 | Dario Franchitti |
| 30        | 250     | Ed Carpenter     |

Quellen: 

#### Gelbphasen
| Nr. | Dauer   | Runden | Grund für Gelbphase |
| --- | ------- | ------ | --- |
| 1   | 56–64   | 9      | Kontakt: Will Power (#12) in Kurve 2                                                                                                  |
| 2   | 74–84   | 11     | Geschwindigkeitsverlust: J. R. Hildebrand (#4) auf der Gegengeraden; Kontakt: Katherine Legge (#6) und Justin Wilson (#18) in Kurve 3 |
| 3   | 108–114 | 7      | Stillstand: Rubens Barrichello (#8) in Kurve 2                                                                                        |
| 4   | 182–188 | 7      | Kontakt: Ryan Briscoe (#2) in Kurve 4                                                                                                 |
| 5   | 230–234 | 5      | Kontakt: Alex Tagliani (#98) in Kurve 4                                                                                               |
| 6   | 241–243 | 3      | Kontakt: Tony Kanaan (#11) in Kurve 4                                                                                                 |
| 7   | 250     | 1      | Kontakt: Takuma Satō (#15) in Kurve 2                                                                                                 |

Quellen: 

## Punktestände nach dem Rennen

### Fahrerwertung
Die Punktevergabe wird hier erläutert.
| Pos. | Fahrer             | Punkte |
| ---- | ------------------ | ------ |
| 01.  | Ryan Hunter-Reay   | 468    |
| 02.  | Will Power         | 465    |
| 03.  | Scott Dixon        | 435    |
| 04.  | Hélio Castroneves  | 431    |
| 05.  | Simon Pagenaud     | 387    |
| 06.  | Ryan Briscoe       | 370    |
| 07.  | Dario Franchitti   | 363    |
| 08.  | James Hinchcliffe  | 358    |
| 09.  | Tony Kanaan        | 351    |
| 10.  | Graham Rahal       | 333    |
| 11.  | J. R. Hildebrand   | 294    |
| 12.  | Rubens Barrichello | 289    |

| Pos. | Fahrer              | Punkte |
| ---- | ------------------- | ------ |
| 13.  | Oriol Servià        | 287    |
| 14.  | Takuma Satō         | 281    |
| 15.  | Justin Wilson       | 278    |
| 16.  | Marco Andretti      | 278    |
| 17.  | Alex Tagliani       | 272    |
| 18.  | Ed Carpenter        | 261    |
| 19.  | Charlie Kimball     | 260    |
| 20.  | E. J. Viso          | 244    |
| 21.  | Mike Conway         | 233    |
| 22.  | James Jakes         | 232    |
| 23.  | Josef Newgarden     | 200    |
| 24.  | Simona de Silvestro | 182    |

| Pos. | Fahrer              | Punkte |
| ---- | ------------------- | ------ |
| 25.  | Sébastien Bourdais  | 173    |
| 26.  | Katherine Legge     | 137    |
| 27.  | Sebastian Saavedra  | 41     |
| 28.  | Wade Cunningham     | 29     |
| 29.  | Ana Beatriz         | 28     |
| 30.  | Townsend Bell       | 26     |
| 31.  | Giorgio Pantano     | 16     |
| 32.  | Michel Jourdain jr. | 16     |
| 33.  | Bryan Clauson       | 13     |
| 34.  | Jean Alesi          | 13     |
| 35.  | Bruno Junqueira     | 12     |

### Herstellerwertung
| Pos. | Hersteller | Punkte |
| ---- | ---------- | ------ |
| 1.   | Chevrolet  | 123    |
| 2.   | Honda      | 102    |
| 3.   | Lotus      | 60     |